# WRDZ (AM)
WRDZ (1300 AM) é uma estação de rádio em língua polonesa licenciada para La Grange, Illinois, servindo a área metropolitana de Chicago. A estação, que começou a transmitir em 1950, pertence e é operada pela Polnet Communications de Walter Kotaba.